# گریسی، شهرستان لاودردیل، آلاباما
گریسی (به انگلیسی: Grassy) یک منطقهٔ مسکونی در ایالات متحده آمریکا است که در شهرستان لاودردیل، آلاباما واقع شده‌است. گریسی ۲۳۹٫۸۸ متر بالاتر از سطح دریا قرار دارد.